# 莫日加
56°26′38″N 52°12′57″E / 56.4439°N 52.2158°E
莫日加 ，是俄羅斯烏德穆爾特共和國西南部的一個城市。2002年人口47,119人。
1835年建城，1926年設市並改今名。